# Winston (cigarro)
A Winston é uma empresa fabricante de cigarros dos Estados Unidos produzida pela Imperial Tobacco no país e pela Japan Tobacco no resto do mundo, foi fundada em 1954 por R. J. Reynolds e o nome vem de sua cidade natal Winston-Salem, no estado da Carolina do Norte.
A marca patrocinou a Copa do Mundo FIFA de 1982, além de dar nome a principal categoria da NASCAR entre 1971 e 2003.